# Infektiöse Pankreasnekrose
Die infektiöse Pankreasnekrose (IPN) ist eine bei Jungfischen auftretende, hochansteckende Viruskrankheit. Wirtschaftliche Bedeutung hat sie vor allem bei Forellenfischen (Salmoniden), bei denen sie hohe Verluste in der Aufzucht verursachen kann. Sie ist in Deutschland nicht reglementiert, in der Schweiz jedoch eine zu bekämpfende Tierseuche.

## Erreger
Der Erreger der IPN ist das Virus der infektiösen Pankreasnekrose (IPNV, Spezies Infectious pancreatic necrosis virus) aus der Familie der Birnaviridae.
Der Erreger ist in Europa, Amerika und Asien verbreitet und befällt sowohl Süßwasser- als auch Seefische. Er kann in latent infizierten Fischen über Jahre persistieren, wird sogar über mehrere Generationen von Fischen weitergegeben und bleibt auch im freien Wasser länger als acht Monate infektiös. Die Übertragung erfolgt zumeist schon über den Rogen oder die Milch von den Elterntieren auf die Fischbrut. Aber auch über das Wasser, Vögel sowie kontaminierte Gerätschaften und Futter kann das Virus in Gewässer eingeschleppt werden.

## Klinisches Bild
Die Erkrankung tritt vor allem bei Jungfischen bis zu einem Alter von 20 Wochen in akuter Form auf. Befallene Fische zeigen abnorme Schwimmbewegungen oder liegen in Seitenlage auf dem Grund. Eine dunkle Verfärbung, Augapfelvorfall, Auftreibung des Bauches sowie weißliche Kotschnüre („Pseudofaeces“) sind häufige Symptome. Die Mortalität beträgt 10–90 %.
Bei Eröffnung des Bauchs zeigen sich Entzündungen und punktförmige Blutungen im Bereich der Pylorusschläuche und anderen inneren Organen. Die Bauchspeicheldrüse zeigt Nekrosen. Der Darm ist zumeist erweitert, brüchig und prall mit Schleim gefüllt. Leber, Milz und Niere sind häufig blutarm und daher blass, die Gallenflüssigkeit angestaut. 
Ältere Tiere erkranken nicht, bleiben aber lebenslang Virusträger und -ausscheider. Eine Ausnahme stellt der Atlantische Lachs dar, bei dem Erkrankungen auch bei älteren Tieren auftreten können, nämlich beim Wechsel ins Salzwasser.
Die Diagnose wird durch den Nachweis des Virus gestellt.

## Bekämpfung
Eine Behandlung ist nicht möglich, so dass sich die Bekämpfung auf seuchenhygienische Maßnahmen beschränkt. Es ist allerdings in der EU ein Impfstoff verfügbar, der in deutschen Forellenzuchten aber bislang kaum Einsatz findet. Hier werden vor allem der Schutz vor der Einschleppung durch infizierte Eier und Jungfische sowie die Vermeidung des Kontakts mit infizierten Wildfischen und kontaminierten Wasser bevorzugt. In Deutschland ist die Erkrankung meldepflichtig, in der Schweiz gehört sie zu den Tierseuchen der Gruppe 3.